# Blizzard of Ozz
Blizzard Of Ozz es el álbum debut en solitario del cantante británico Ozzy Osbourne, grabado en septiembre de 1980 en los estudios Ridge Farm de Rusper, Inglaterra después de superar una crisis personal luego de su expulsión de la banda Black Sabbath por su adicción al alcohol y las drogas. El disco marcó el comienzo de la carrera en solitario de Osbourne y es el primero de los dos trabajos discográficos de estudio que grabó con el guitarrista Randy Rhoads, quien falleció en marzo de 1982 en un accidente aéreo. Apoyado por los sencillos «Crazy Train» y «Mr. Crowley», el álbum logró el vigesimoprimer puesto en la lista de éxitos Billboard 200 en los Estados Unidos. En 2017 la revista Rolling Stone lo ubicó en la novena posición de la lista de los 100 mejores álbumes de metal de la historia.
En 2019 alcanzó las 5 millones de unidades vendidas en los Estados Unidos y recibió la certificación de quíntuple platino otorgada por la RIAA. En 2002 fue publicada una edición con las pistas de bajo y batería sustituidas, debido a problemas legales con los músicos que las grabaron originalmente. Ante la pobre recepción que tuvo esta reedición, en 2011 salió al mercado una nueva versión del disco con las pistas de bajo y batería originales.

## Antecedentes

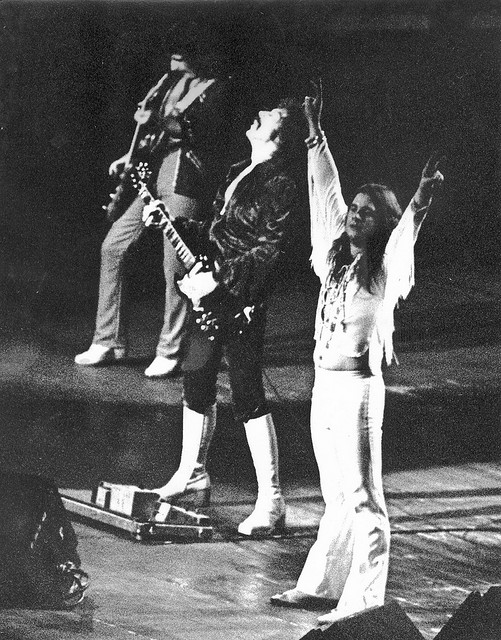
Ozzy Osbourne (derecha) en vivo con Black Sabbath en 1978. Un año después fue expulsado de la banda por sus constantes problemas con las drogas y el alcohol.

Tras la gira promocional del álbum Never Say Die! de Black Sabbath en 1978, el guitarrista Tony Iommi tomó la decisión de despedir a Ozzy Osbourne debido a sus problemas con las drogas y el alcohol. En 1979 dejó de ser oficialmente miembro de Black Sabbath y se sumió en una profunda depresión, encerrándose en un cuarto del hotel Le Parc en West Hollywood. Con la esperanza de impulsar una posible carrera como solista, el representante musical Don Arden le ofreció un contrato discográfico con su sello Jet Records y envió a su hija Sharon a Los Ángeles para que atendiera sus necesidades. La intervención de Sharon, futura esposa de Osbourne, fue decisiva para convencerlo de iniciar un nuevo proyecto musical.
Inicialmente, Don Arden tenía la intención de formar una banda llamada Son of Sabbath, pero esta idea no convenció a Osbourne. Más adelante propuso incorporar al guitarrista Gary Moore, pero el músico norirlandés rechazó la propuesta debido a los reiterados problemas de adicción del cantante. Ante la necesidad de contratar músicos para dar inicio al proyecto, el bajista Dana Strum recomendó al joven guitarrista estadounidense Randy Rhoads, quien en ese momento era miembro de Quiet Riot. Rhoads no era fanático de Black Sabbath y tuvo que ser convencido por un amigo para presentarse a la audición, en la que fue contratado inmediatamente tras realizar algunos ejercicios de calentamiento con su guitarra Gibson Les Paul.
Bob Daisley, bajista y compositor australiano que venía de participar en el disco Long Live Rock 'n' Roll de Rainbow, se unió a la incipiente formación. Barry Screnage, amigo personal de Osbourne, ingresó en el proyecto como baterista. Rhoads se trasladó al Reino Unido para reunirse con el resto de la banda y empezar a trabajar en las canciones que serían incluidas en el álbum.

## Composición y grabación
Rhoads, Daisley y Osbourne compusieron gran parte del álbum en una instalación de ensayos en Monmouth, Gales. Nunca se consideró a Screnage para ser un miembro permanente del grupo, y poco tiempo después lo sustituyó Dixie Lee, músico con pasado en la agrupación galesa Lone Star. Lee grabó con la banda las maquetas de las canciones «I Don't Know», «Crazy Train» y «Goodbye to Romance» a comienzos de 1980 pero los demás miembros decidieron prescindir de sus servicios al darse cuenta de que necesitaban un baterista que pudiera mantener un ritmo más consistente. Por ello contrataron a Lee Kerslake, quien llevaba tocando cerca de una década en la banda de rock progresivo Uriah Heep. Osbourne reconoció más adelante que su primera opción para el puesto era Tommy Aldridge, pero él en ese momento no estaba disponible. La formación completa se trasladó al Castillo de Clearwell en Gloucestershire para ensayar y darle a Kerslake la oportunidad de aprender las nuevas canciones. Una semana más tarde viajaron a los estudios Ridge Farm para comenzar las sesiones de grabación definitivas.

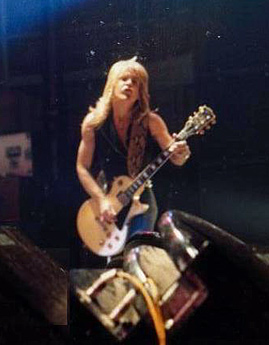
Randy Rhoads era prácticamente un músico desconocido hasta que se unió a la banda de Ozzy Osbourne para la grabación del álbum.

La primera pista creada fue «Goodbye to Romance», compuesta por el guitarrista y el cantante en un pequeño estudio en Staffordshire. Osbourne comentó en las notas del álbum recopilatorio The Ozzman Cometh (1997) que la escribió a modo de despedida para sus anteriores compañeros en Black Sabbath. Después de brindar un espectáculo en Birmingham, la banda regresó a Ridge Farm para mezclar «Goodbye to Romance». La discográfica Jet solicitó una canción para publicarla como sencillo, lo que obligó a Rhoads, Daisley y Kerslake a componer rápidamente «You Said It All», con Kerslake interpretando la melodía vocal en la prueba de sonido mientras un ebrio Ozzy Osbourne dormía al lado de la batería. Aunque no apareció en la edición final del álbum, una versión en vivo del tema se incluyó en el disco Mr. Crowley Live EP de 1980.
Rhoads compuso «Dee», una pieza instrumental acústica de cincuenta segundos en homenaje a su madre Delores. Kelle Rhoads, hermano del guitarrista, confirmó en una entrevista con el portal The Metal Voice que la discográfica inicialmente no quería incluirla en el álbum porque no encajaba en su estilo, por lo que Osbourne debió intervenir para que fuera añadida. La última canción creada fue «No Bone Movies», incluida para darle crédito de composición a Kerslake, ya que el resto del material había sido escrito antes de la llegada del baterista. Don Airey, tecladista que participó en las sesiones, afirmó en una entrevista en 2004 que compuso algunas partes de «Revelation (Mother Earth)», así como la introducción de «Mr. Crowley», aunque nunca recibió crédito por estas contribuciones. El músico, con experiencia en bandas como Rainbow, Black Sabbath, Cozy Powell's Hammer y Colosseum II, comentó que accedió a participar en la grabación del álbum por su amistad con Osbourne y añadió que la agrupación no contaba con demasiado dinero en ese momento, por lo que estaban «algo desesperados».
Chris Tsangarides fue contratado originalmente para producir el álbum, con Max Norman como ingeniero de sonido. El aporte de Tsangarides no agradó a los músicos, quienes decidieron prescindir de sus servicios y encargaron a Norman las labores de producción. Este último siguió ligado con la agrupación de Osbourne hasta el álbum Bark at the Moon de 1983. El proceso de grabación comenzó el 22 de marzo de 1980 y terminó el 19 de abril del mismo año. La mezcla tuvo lugar entre el 5 y el 29 de mayo. En cuanto a la imagen de la portada, que muestra a Osbourne tumbado en el piso y sosteniendo una cruz con su mano derecha, la capturó el fotógrafo Fin Costello, reconocido por su trabajo con bandas como Rainbow, Deep Purple, Judas Priest y Kiss.
Desde un comienzo, el nombre de la banda generó confusión. Cuando su presencia fue anunciada en el Festival de Reading en 1980, se les mencionó como Ozzy Osbourne's Blizzard of Ozz. Según Daisley, la portada del disco hacía énfasis en el nombre del cantante: «Cuando se lanzó el álbum, el texto Ozzy Osbourne fue impreso en una letra más grande que The Blizzard of Ozz, haciendo parecer que se trataba de un álbum de Ozzy Osbourne llamado The Blizzard of Ozz». En palabras del bajista, «Randy, Lee y yo insistimos que la banda tuviera un nombre en lugar de la sugerencia de la compañía discográfica de llamarnos The Ozzy Osbourne Band o simplemente Ozzy, algo que rechazamos. Escribimos las canciones, hicimos los arreglos y ayudamos a producir el álbum, no queríamos pasar a un segundo plano como una banda de apoyo, así que cuando se sugirió The Blizzard of Ozz estuvimos de acuerdo porque al menos sonaba como el nombre de una banda».
Según Daisley, Rhoads tenía poco interés en ser parte de una banda de acompañamiento para Osbourne, quien parecía desinteresado y no realizaba mayores aportes en la composición. Kerslake sostuvo que el guitarrista casi abandonó la banda a finales de 1981 a raíz de esta situación: «No quería irse de gira con Osbourne. Cuando le contamos que nos habían echado, dijo que iba a dejar la banda porque no quería dejarnos atrás. Le agradecí sus buenas intenciones pero le aconsejé que no fuera estúpido», recordó el percusionista en una entrevista en 2011. El abogado de espectáculos Steven Machat, quien participó en el acuerdo firmado por Osbourne con Jet Records, mencionó en su libro de 2011 Gods, Gangsters and Honor: Rock 'n' Roll Odyssey que Sharon Arden no estaba contenta con el aporte creativo de Rhoads, Daisley y Kerslake y no quería que se les reconociera el crédito. Por su parte, el productor Max Norman declaró que Daisley y Kerslake hicieron considerables contribuciones a la composición durante su estancia en la banda. Osbourne admitió en su autobiografía que durante la grabación no pudo evitar sentir que estaba compitiendo directamente con su anterior banda, Black Sabbath, quienes por ese entonces presentaban a Ronnie James Dio como cantante y venían de publicar el disco Heaven and Hell en abril de 1980 con buenos comentarios de la crítica.

## Publicación

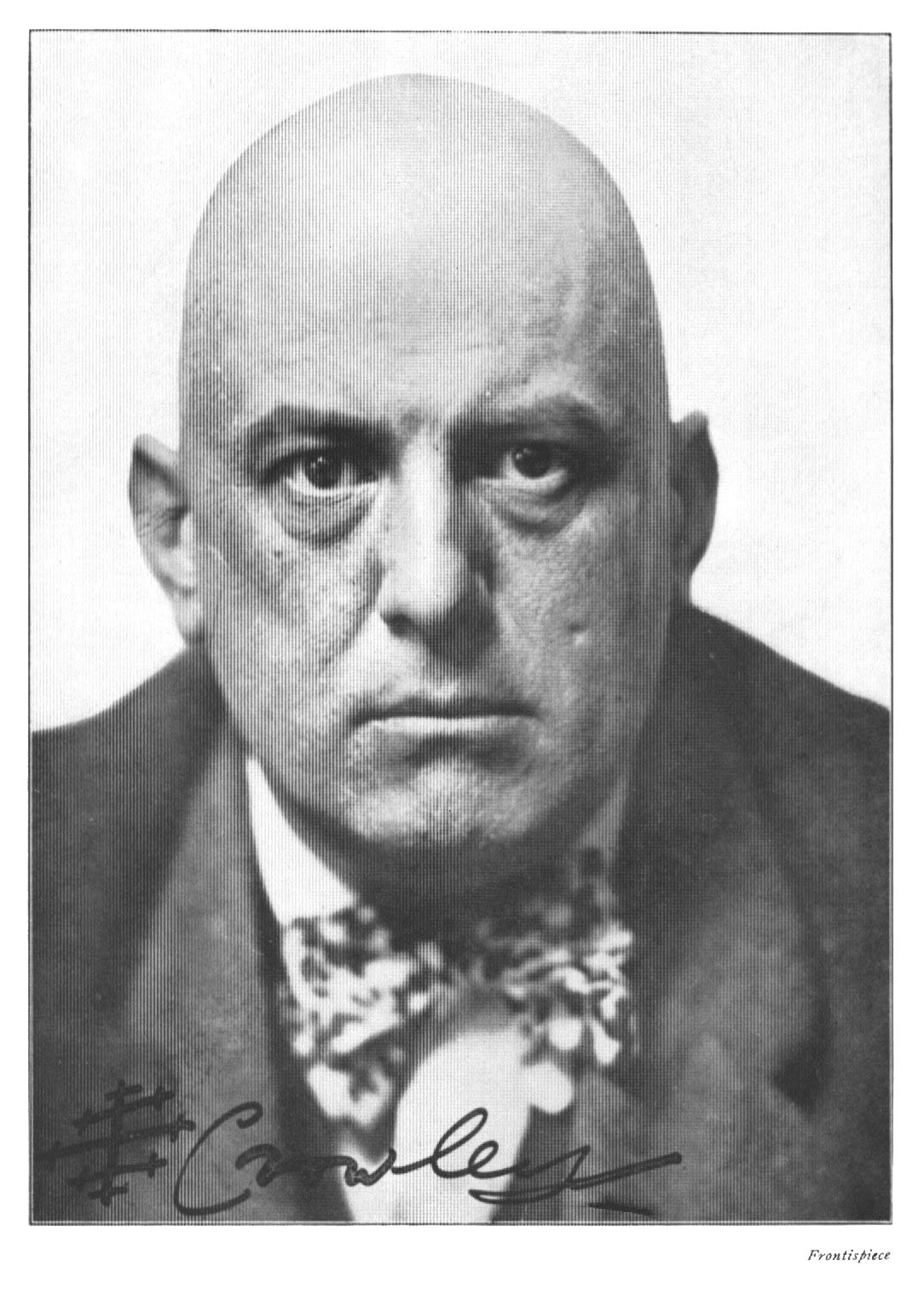
La vida del ocultista británico Aleister Crowley sirvió como inspiración para la composición del sencillo «Mr. Crowley».

En 1980 se publicaron las canciones «Crazy Train» y «Mr. Crowley» como sencillos. «Crazy Train» alcanzó la novena posición en la lista estadounidense Mainstream Rock Tracks de Billboard y el puesto 49 en la británica UK Singles Chart. Además, recibió la certificación de doble platino en los Estados Unidos el 29 de enero de 2009, por vender más de dos millones de copias. El sencillo catapultó el éxito del álbum y se convirtió en uno de los temas más populares en la carrera de Osbourne. La letra de «Mr. Crowley» la compuso Osbourne, Rhoads y Daisley basándose en un libro sobre el ocultista británico Aleister Crowley y en una baraja de tarot encontrada en el estudio. Aunque no pudo igualar el desempeño en la lista Mainstream Rock Tracks del anterior sencillo al ocupar la posición 120, ha sido reconocida por medios especializados como Ultimate Classic Rock y Kerrang! como una de las mejores canciones de la carrera de Osbourne, y una de las mejores composiciones de heavy metal de la historia con base en una votación realizada por los lectores de la página Gibson. Los solos de guitarra de Rhoads incluidos en el tema fueron elogiados en un artículo de la revista Guitar World.
Blizzard of Ozz salió a la venta el 20 de septiembre de 1980 en Europa y el 27 de marzo de 1981 en los Estados Unidos por Jet Records. Convirtiéndose rápidamente en un éxito comercial, recibió el certificado de disco de platino en los Estados Unidos en junio de 1982 y llegó al quíntuple platino en febrero de 2019. Además, en Canadá se convirtió en disco de platino y en el Reino Unido obtuvo la certificación de disco de plata. Hasta 2015 se calculó que la producción había vendido más de 6 000 000 de copias en todo el mundo.
Por motivo del cuadragésimo aniversario de su publicación original, en septiembre de 2020 se lanzó una edición digital del álbum con la inclusión del lado B de 1980 «You Looking at Me, Looking at You», el remix de 2010 de «Goodbye to Romance» y la versión final del instrumental «RR», además de siete canciones en directo correspondientes a la gira Blizzard of Ozz Tour.

## Gira

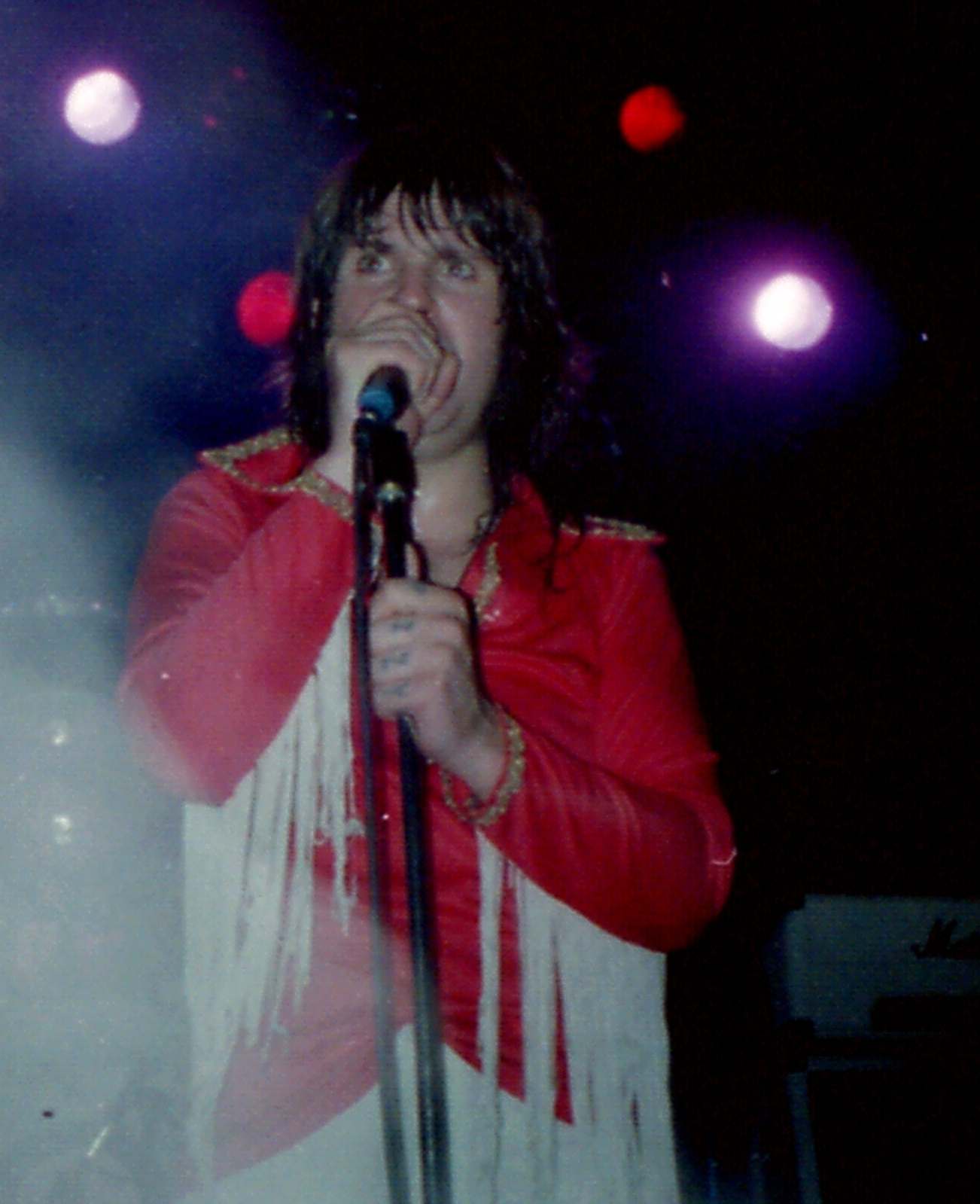
Osbourne en vivo en 1980 en la gira promocional del álbum Blizzard of Ozz.

La agrupación comenzó a ensayar para la correspondiente gira promocional en agosto de 1980 en los Estudios Shepperton. Luego brindó dos espectáculos en Blackpool y West Runton como The Law. La gira, titulada Blizzard of Ozz Tour, dio inicio el 12 de septiembre de 1980 en el Apollo de Glasgow, una semana antes del lanzamiento del álbum. Osbourne afirma en su libro que Sharon Arden le aconsejó realizar presentaciones en recintos pequeños porque eso le aseguraría ser cabeza de cartel y no el telonero de otra banda con mayor popularidad en ese entonces como Van Halen, por ejemplo. Don Airey no pudo participar de la gira por compromisos contractuales con Rainbow y fue reemplazado por el tecladista Lindsay Bridgwater. Para noviembre la banda había finalizado el tramo europeo de la gira y se dirigió nuevamente a Rusper para grabar un nuevo álbum de estudio, Diary of a Madman, entre febrero y marzo de 1981. En palabras de Osbourne: «Sigo sin saber cómo conseguimos hacer ese disco tan rápido. Nos llevó un poco menos de tres semanas, creo».
Daisley y Kerslake fueron despedidos en marzo de 1981. Para suplirlos, contrataron a Rudy Sarzo y Tommy Aldridge para el tramo norteamericano de la gira, que comenzó el 22 de abril de 1981 en Towson, Maryland con Motörhead como banda invitada en su primera etapa. Osbourne aseguró en su autobiografía que tomó la decisión de despedirlos porque ambas partes no pudieron llegar a un acuerdo económico: «Es triste lo que el dinero hace con las personas... sinceramente, creo que si Lee y Bob se hubieran quedado en la banda, yo no estaría donde estoy ahora», puntualizó el cantante. Pese a este inconveniente, Daisley siguió trabajando con Osbourne, involucrándose en la composición y la grabación de los álbumes Bark at the Moon (1983), The Ultimate Sin (1986) y No Rest for the Wicked (1988). En No More Tears de 1991 tocó el bajo en todas las canciones pero no participó en la gira promocional. The Blizzard of Ozz Tour finalizó el 13 de septiembre de 1981 en el Auditorio Peabody de Daytona Beach, Florida con Def Leppard como teloneros.

## Controversia

### «Suicide Solution»
En octubre de 1984 el joven de 19 años de Indio, California, John McCollum, se suicidó de un disparo en la cabeza. Sus padres responsabilizaron a Osbourne del hecho al determinar que el joven tomó la decisión de quitarse la vida luego de escuchar la canción «Suicide Solution» (quinta pista de Blizzard of Ozz) y presentaron una demanda contra el músico y CBS Records. Osbourne declaró en su defensa ante el tribunal que la canción no era precisamente una invitación al suicidio sino una simple alusión a la muerte de Bon Scott, cantante de la banda australiana AC/DC, quien había fallecido recientemente por un accidente relacionado con el excesivo consumo de alcohol. Bob Daisley, coautor de la canción, reveló tres décadas más tarde que en realidad tenía en mente los problemas de abuso de sustancias del propio Osbourne cuando la compuso y aclaró que la muerte de Scott ocurrió después de que «Suicide Solution» fuera escrita. La demanda de los McCollum fue desestimada con el argumento de que la Primera Enmienda protegía el derecho a la libre expresión artística.

### Reedición de 2002
Daisley y Kerslake presentaron en 1986 una demanda por regalías contra Jet Records y obtuvieron créditos de composición en los álbumes Blizzard of Ozz y Diary of a Madman. A comienzos de la década del 2000 los músicos interpusieron una nueva demanda, esta vez contra Ozzy Osbourne por el no pago de las regalías a las que tenían derecho por haber participado en la grabación de los mencionados discos. Ante estas disputas legales fue publicada en 2002 una reedición de ambos álbumes en la que se sustituyeron las partes originales del bajo y la batería de Daisley y Kerslake por nuevas pistas grabadas por Mike Bordin y Robert Trujillo, miembros de la banda de Osbourne en ese momento. Bordin expresó en una entrevista en 2015 su incomodidad cuando se enteró de que sus grabaciones de batería iban a reemplazar a las originales: «Hay una razón por la que esos álbumes son tan buenos y amados por la gente. Son mágicos, y eso es gracias a los tipos que trabajaron en ellos. No era mi intención arruinarlos. Es algo que debe atesorarse».
Sharon Osbourne aseguró tras la reedición que la decisión de reemplazar las pistas de bajo y batería la tomó el propio Ozzy Osbourne: «Debido al comportamiento abusivo e injusto de Daisley y Kerslake, Ozzy quiso eliminarlos de estas grabaciones. Convertimos lo negativo en positivo añadiendo un sonido fresco a los álbumes originales». Sin embargo, Osbourne la contradijo en su autobiografía de 2011, afirmando que la decisión la tomó ella sin consultarle.
La demanda interpuesta por Daisley y Kerslake fue desestimada en 2003 por el Tribunal de Distrito de los Estados Unidos en Los Ángeles. En la edición especial publicada en 2011 con motivo del trigésimo aniversario de los discos Blizzard of Ozz y Diary of a Madman, se incluyeron las partes originales de bajo y batería ante el disgusto expresado por algunos fanáticos por los cambios realizados en la versión de 2002.

## Recepción
Steve Huey del portal web Allmusic se refirió a Blizzard of Ozz como una «obra maestra del metal neoclásico», afirmando que es «junto al primer álbum de Van Halen, la piedra angular de la guitarra del heavy metal de los años 1980». Huey comentó además que «con Blizzard of Ozz, Osbourne demostró no sólo su oído para la melodía, sino también un instinto infalible para reunir bandas de respaldo de primera categoría».
El guitarrista Ron Thal elogió la técnica de Randy Rhoads en el disco en un artículo para el portal MusicRadar: «En cuanto Blizzard of Ozz salió al mercado, todo el mundo empezó a hablar de este nuevo guitarrista, Randy Rhoads. Yo tenía once años y ya tomaba clases de guitarra, así que por supuesto tenía que saber el motivo de tanta conmoción. Salí corriendo y compré el disco, y no podía creer lo que estaba escuchando. Su forma de tocar la guitarra era asombrosa. ¡Cuánta vitalidad! Pero lo que realmente me impresionó fue su vibrato. Con ese primer álbum, Randy ya se había convertido en un guitarrista único».
Eduardo Rivadavia del sitio Ultimate Classic Rock escribió: «Con el lanzamiento de Blizzard of Ozz el 20 de septiembre de 1980, Ozzy Osbourne protagonizó uno de los regresos más improbables de la historia del rock, silenciando a decenas de escépticos que sentían que el antiguo cantante de Black Sabbath nunca podría triunfar por su cuenta. El propio Osbourne podría considerarse uno de esos escépticos». Chuck Eddy de Rolling Stone, al analizar la reedición de 2011, comentó: «Esta remasterización (publicada simultáneamente con Diary of a Madman de 1981) destaca las pistas de sección rítmica y es un homenaje a Randy Rhoads, cuya sinfonía de guitarras eleva al álbum propiamente dicho y a sus tres discos en directo adicionales».

## Lista de canciones
Todas las canciones fueron compuestas por Ozzy Osbourne, Randy Rhoads y Bob Daisley, excepto las indicadas.

| Lado A |                      |          |  |
| N.º    | Título               | Duración |  |
| 1.     | «I Don't Know»       | 5:16     |  |
| 2.     | «Crazy Train»        | 4:57     |  |
| 3.     | «Goodbye to Romance» | 5:36     |  |
| 4.     | «Dee» (Rhoads)       | 0:50     |  |
| 5.     | «Suicide Solution»   | 4:20     |  |

| Lado B |                                                            |          |  |
| N.º    | Título                                                     | Duración |  |
| 6.     | «Mr. Crowley»                                              | 4:57     |  |
| 7.     | «No Bone Movies» (Osbourne, Rhoads, Daisley, Lee Kerslake) | 3:58     |  |
| 8.     | «Revelation (Mother Earth)»                                | 6:09     |  |
| 9.     | «Steal Away (The Night)»                                   | 3:28     |  |
| 39:31  |                                                            |          |  |

| Bonus tracks de la edición de 2002 |                                    |          |  |
| N.º                                | Título                             | Duración |  |
| 10.                                | «You Lookin' at Me Lookin' at You» | 4:20     |  |
| 43:33                              |                                    |          |  |

| Bonus tracks de la edición de 2011 |                                                                                |          |  |
| N.º                                | Título                                                                         | Duración |  |
| 10.                                | «You Looking at Me, Looking at You» (Lado B no incluido en el álbum original)  | 4:15     |  |
| 11.                                | «Goodbye to Romance» (Mezcla de 2010)                                          | 5:42     |  |
| 12.                                | «RR» (Rhoads; toma descartada de las sesiones de grabación de Blizzard of Ozz) | 1:13     |  |
| 50:23                              |                                                                                |          |  |

## Personal
Músicos
- Ozzy Osbourne – Voz
- Randy Rhoads – Guitarra
- Bob Daisley – Bajo, coros, gong
- Lee Kerslake – Batería, campanas tubulares, timbales
- Don Airey – Teclados

Productores
- Ozzy Osbourne, Randy Rhoads, Bob Daisley y Lee Kerslake – Productores
- Max Norman – Ingeniero de sonido
- Chris Athens – Masterización
- Thom Panunzio, Herman Villacota – Ingenieros en la edición de 2002
- Stephen Marcussen – Remasterización en la edición de 2002

Edición de 2002
- Ozzy Osbourne – Voz
- Randy Rhoads – Guitarra
- Robert Trujillo – Bajo
- Mike Bordin – Batería, percusión, gong, timbales
- Mark Lennon – Coros
- John Shanks – Coros en «Steal Away (The Night)»
- Danny Saber – Campanas tubulares

## Posiciones en las listas de éxitos
| Año  | País           | Lista                  | Posición | Ref.   |
| ---- | -------------- | ---------------------- | -------- | ------ |
| 1980 | Reino Unido    | UK Albums Chart        | 7        | [ 92 ] |
| 1981 | Canadá         | RPM100 Albums          | 8        | [ 93 ] |
| 1981 | Estados Unidos | Billboard 200          | 21       | [ 94 ] |
| 1986 | Nueva Zelanda  | NZ Albums Chart        | 47       | [ 95 ] |
| 2011 | Estados Unidos | Top Pop Catalog Albums | 3        | [ 96 ] |

| Año  | País           | Sencillo      | Lista            | Posición | Ref.   |
| ---- | -------------- | ------------- | ---------------- | -------- | ------ |
| 1980 | Reino Unido    | «Crazy Train» | UK Singles Chart | 49       | [ 92 ] |
| 1981 | Estados Unidos | «Crazy Train» | Mainstream Rock  | 9        | [ 97 ] |
| 1980 | Reino Unido    | «Mr Crowley»  | UK Singles Chart | 46       | [ 92 ] |

## Certificaciones
| País           | Organización | Año  | Ventas                  | Ref.   |
| -------------- | ------------ | ---- | ----------------------- | ------ |
| Estados Unidos | RIAA         | 2019 | 5× Platino (5 000 000+) | [ 2 ]  |
| Canadá         | CRIA         | 1981 | Platino (100 000+)      | [ 3 ]  |
| Reino Unido    | BPI          | 1981 | Plata (60 000+)         | [ 4 ]  |
| Reino Unido    | BPI          | 2013 | Plata (60 000+)         | [ 98 ] |